# 高氯酸铋
高氯酸铋是一种无机化合物，化学式为Bi(ClO4)3。

## 制备
无水高氯酸铋可由氯化铋和无水高氯酸在25°C反应得到。

## 化学性质
高氯酸铋水解，生成BiOClO4，和氢氧化钠反应时，产生Bi(OH)3沉淀。
Bi(ClO4)3 + H2O → BiOClO4↓ + 2 HClO4
Bi(ClO4)3 + 3 NaOH → Bi(OH)3↓ + 3 NaClO4
高氯酸铋在盐酸中，形成铋的氯配合物。